# Харуви, Менахем
Менахем Харуви (ивр. מנחם חרובי‎; Хрувский; 1907, Антополь, Гродненская губерния, Российская империя — 1983, Израиль) — израильский учитель. Один из основателей движения Бней Акива.

## Биография
Менахем Хрувский родился в Антополе в семье Арона Дова Хрувского и Зисл Рохл Колтун. Получил образование в хедере и иешиве. В 1922 эмигрировал в Эрец-Исраэль, продолжил учёбу в Учительской семинарии Мизрахи и Еврейском университете в Иерусалиме.
В 1929 совместно с р. Элиасом основал молодёжное движение «Бней Акива», являлся активным деятелем этого движения. Работал учителем в Иерусалиме, Цфате. Был директором школы в Гиватаиме. Поддерживал совместное обучение мальчиков и девочек в школах и совместные мероприятия в движении «Бней-Акива».